# Welshpool Town Football Club
El Welshpool Town Football Club (en galés: Clwb Pêl-droed Y Trallwng) es un club de fútbol de Gales, con sede en Welshpool. Fue fundado el 28 de agosto de 1877 y compite en la Central Wales Northern Football League, cuarta categoría del fútbol galés.

## Historia
El club fue fundado en 1878 y juega en el Maes y Dre Recreation Ground, Welshpool, con una capacidad de 2.000 espectadores. El equipo de local juega con una camiseta blanca, pantalón negro y calcetines blancos. El equipo como visitante juega con una camiseta púrpura, pantalón corto y calcetines blancos. Terminaron segundos en 1993 y 1996 de la liga Alianza. Como campeones, el club Oswestry no eran elegibles para la promoción, entonces el Welshpool tomó su lugar en la Liga de Gales en la temporada 1996-1997 terminando 17°.
Después fueron relegados y se quedó en la liga Alianza hasta ganar la competencia en el año 2002, para recuperar un puesto en la Welsh Premier. En la temporada 2002/03 se les negó la promoción, ya que no cumplía con los criterios de la Welsh Premier respecto al terreno. En la temporada 2005/2006, el club terminó sexto en la Liga de Gales, la que se considera como su mejor temporada en la liga hasta la fecha. 

## Palmarés

### Torneos nacionales
- Segunda División de Gales (1): 2001-02

- Datos: Q1813969
- Multimedia: Welshpool Town FC / Q1813969